# 馬維爾 (阿肯色州)
馬維爾（英語：Marvell）是一個位於美國阿肯色州菲利普斯縣的城市。

## 地理
馬維爾的座標為34°33′25″N 90°54′52″W / 34.55694°N 90.91444°W，而該地的平均海拔高度為64米（即210英尺）。

## 人口
根據2020年美國人口普查的數據，馬維爾的面積為3.72平方千米，當中陸地面積為3.72平方千米，而水域面積為0.00平方千米。當地共有人口855人，而人口密度為每平方千米229人。